# Сипункулиди
Сипункулиди (Sipuncula или Sipunculida; на латински: siphunculus – „слаб сифон“) са тип безгръбначни морски несегментирани червеобразни животни.

## Морфология
Формата на тялото е цилиндрична, притъпена назад с размери от 1 до 72 cm. На предния край има кухина, в която се прибира образувание наречено интроверт. Интровертът има венец от пипала и хитинови малки брадавици. Тялото е покрито отвън с кутикула. Под нея последователно са разположени епидермис, дермис с жлези и чувствителни органи и мускулни влакна.
Устата се намира между пипалата, храносмилателния канал е тесен, а анусът се отваря в основата на интроверта. Телесната празнина (целом) е изпълнена с червена течност, която съдържа телца носещи дихателен пигмент – хемеретрин. Кръвоносни съдове има само между пипалата. Отделянето се извършва с помощта на два нефридия, които се отварят около ануса. Нервната система е представена от ганглии разположени в пипалата, несегментирана нервна верига и мрежа от странични нерви.
Сипункулидите са разделнополови организми. При тях обаче липсват постоянни полови жлези. Половите клетки се развиват в тъканите на свиващите се мускули на интроверта. Гаметите преминават във водата през нефридиите. При малка част от видовете развитието е пряко без ларвен стадий, докато при по-голямата част преминават през ларва от трохофорен тип.

## Произход и систематика
По устройство на ларвата сипункулидите наподобяват на сегментираните червеи. Вероятно те представляват древна реликтна група неразчленени червеи. Днес са известни между 144 – 320 вида систематизирани в два класа:
- Клас Phascolosomatidea
  - Род Aspidosiphoniformes
    - Семейство Aspidosiphonidae

  - Род Phascolosomatiformes
    - Семейство Phascolosomatidae
- Клас Sipunculidea
  - Род Golfingiiformes
    - Семейство Golfingiidae
    - Семейство Phascolionidae
    - Семейство Themistidae

  - Род Sipunculiformes
    - Семейство Sipunculidae

## Екологични особености
Сипункулидите живеят в пясъка или тинята на моретата. Някои видове се заселват в черупки на мекотели, а друга част се прикрепват за скали и кафяви водорасли. Хранят се с микроорганизми и други нисши безгръбначни.